# Ducado de Inverness
El Ducado de Inverness fue un título nobiliario creado en dos oportunidades. Primero fue un títulos de la nobleza jacobita de Gran Bretaña, y como tal no fue reconocido oficialmente por el gobierno o monarca de dicho país. Su único poseedor fue John Hay de Cromlix (1691-1740).
Lady Cecilia Gore (1785-1873), segunda esposa morganática del príncipe Augusto Federico, Duque de Sussex (sexto hijo del rey Jorge III), fue quien ostentó también este título. Aunque su matrimonio fue declarado ilegal ya que iba en contravención del Acta de Matrimonios Reales de 1772, por lo que Cecilia nunca fue reconocida como Duquesa de Sussex o Princesa de Gran Bretaña. A pesar de esto, en 1840 la Reina Victoria recreo el título de Duquesa de Inverness para Cecilia de manera vitalicia. El título provenía del título subsidiario de su esposo: Conde de Inverness, en Escocia.